# Museo arqueológico La Quemada
Se trata del museo de sitio de la zona arqueológica de La Quemada, en el estado mexicano de Zacatecas y resguarda una importante colección arqueológica de las culturas del norte de Mesoamérica del Período Clásico.
El museo contiene información de los tres centros de desarrollo cultural prehispánicos más representativos del estado de Zacatecas y su región, conocidos como Cultura Loma San Gabriel, Cultura Chalchihuites y Cultura Valle de Malpaso, La Quemada.

## Salas
La primera sala del museo se conoce como Sala introductoria y se exhibe una maqueta a escala en la que se representa cada uno de los niveles que conforman la zona arqueológica La Quemada, una colección gráfica de los primeros planos y trabajos topográficos que realizó Karl de Berghes en 1833 en La Quemada así como vitro murales en los que se representan los diferentes tipos de ecosistemas, flora y fauna representativos de la región.
La sala de exhibición presenta un mapa de Zacatecas dividido geográficamente con la distribución de las principales culturas que se desarrollaron en la época prehispánica, lítica empleada en actividades de cacería, procesamiento de carne, pieles y otras materias primas, cerámica monocroma utilizada con fines domésticos, así como la decorada, en la que se aplicaron diversas técnicas derivando en vistosos estilos cerámicos: Súchil, Amaro, Michilia, Vesubio, negativo, y el Pseudocloisonné que se considera como la más fina que se produjo en Mesoamérica y que fue destinada para fines ceremoniales. 
También se exhiben objetos de concha y ofrendas elaboradas con turquesa que son muestra del intercambio comercial que el lugar tuvo con otras regiones culturales de Mesoamérica y el suroeste de Estados Unidos. 
Para finalizar los visitantes recorren la maqueta de excavación arqueológica, para que identifiquen las diferentes capas estratigráficas en las que se depositan los restos materiales, por medio de los cuales los arqueólogos determinan los diferentes periodos de ocupación de un sitio.